# Arabis huetii
Arabis huetii là một loài thực vật có hoa trong họ Cải. Loài này được Trautv. mô tả khoa học đầu tiên năm 1873.